# Dolmen de Poulnabrone
El dolmen de Poulnabrone (en irlandès: Poll na mBrón, que significa 'forat de dolors') és un portal de la tomba a The Burren, comtat de Clare, Irlanda, que data del Neolític, probablement entre el 4200 aC i el 2900 aC. Es troba a 8 km al sud de Ballyvaughan, a la parròquia de Carrara, a 9 km al nord-oest de Kilnaboy i a 1 km de l'assentament conegut com a Caherconnell Stone Fort.

## Característiques
El dolmen està format per una pedra angular de tres metres, prima com una llosa, que és suportada per dues taules primes que aixequen la pedra angular d'1,8 m del sòl, creant una cambra d'uns 9 m de túmul baix. El túmul ajuda a estabilitzar la tomba, i hauria estat molt més gran en un principi. L'entrada mira cap al nord i està travessada per una pedra de llindar baix.

## Les excavacions
L'any 1985, es va descobrir una esquerda al portal de pedra de la banda de llevant. Després de l'esfondrament resultant, el dolmen va ser desmantellat, i la pedra esquerdada va ser reemplaçada. Durant aquest temps, en les excavacions, es va descobrir que van ser enterrats sota el monument entre 16 i 22 d'adults i 6 nens. Entre els articles personals enterrats amb els morts, hi havia una destral de pedra polida, un penjoll d'os, cristalls de quars, armes i ceràmica. També s'hi va desenterrar un nadó nounat que va ser enterrat al pòrtic, als afores de l'entrada, durant l'edat de bronze, cap al 1700 aC. Amb la seva presència dominant en el paisatge de pedra calcària de Burren, la tomba va ser probablement un centre per a cerimònies i rituals fins ben entrat el període celta.

## Galeria d'imatges

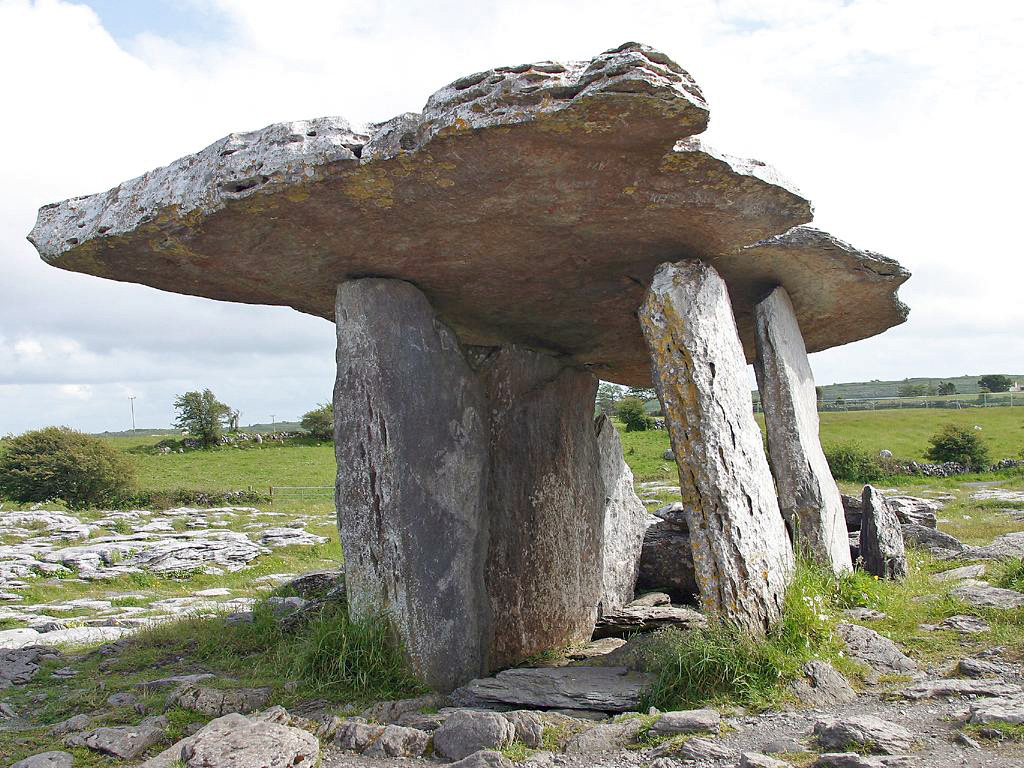
Dolmen de Poll na mBrón
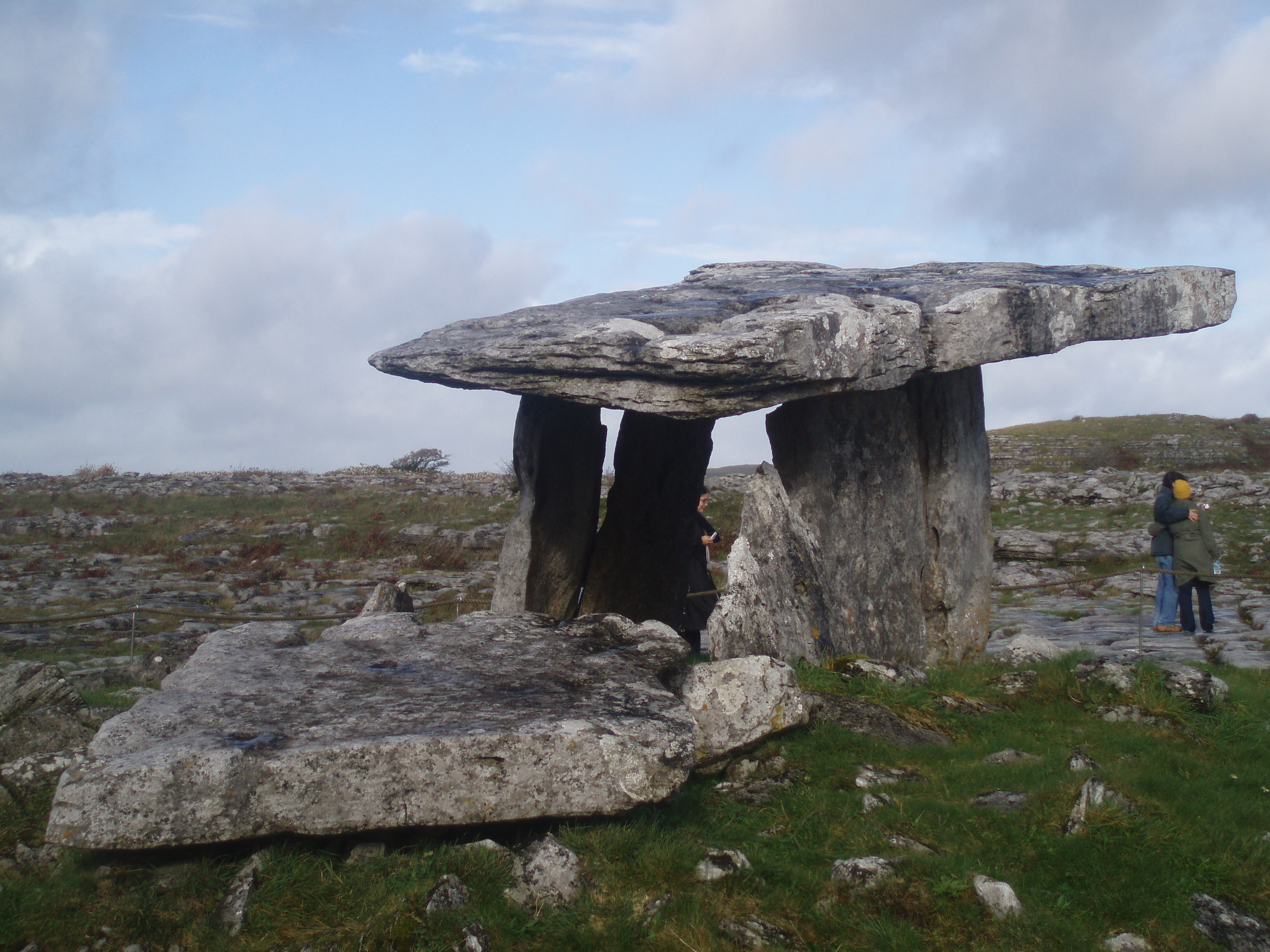
Pedra angular del dolmen
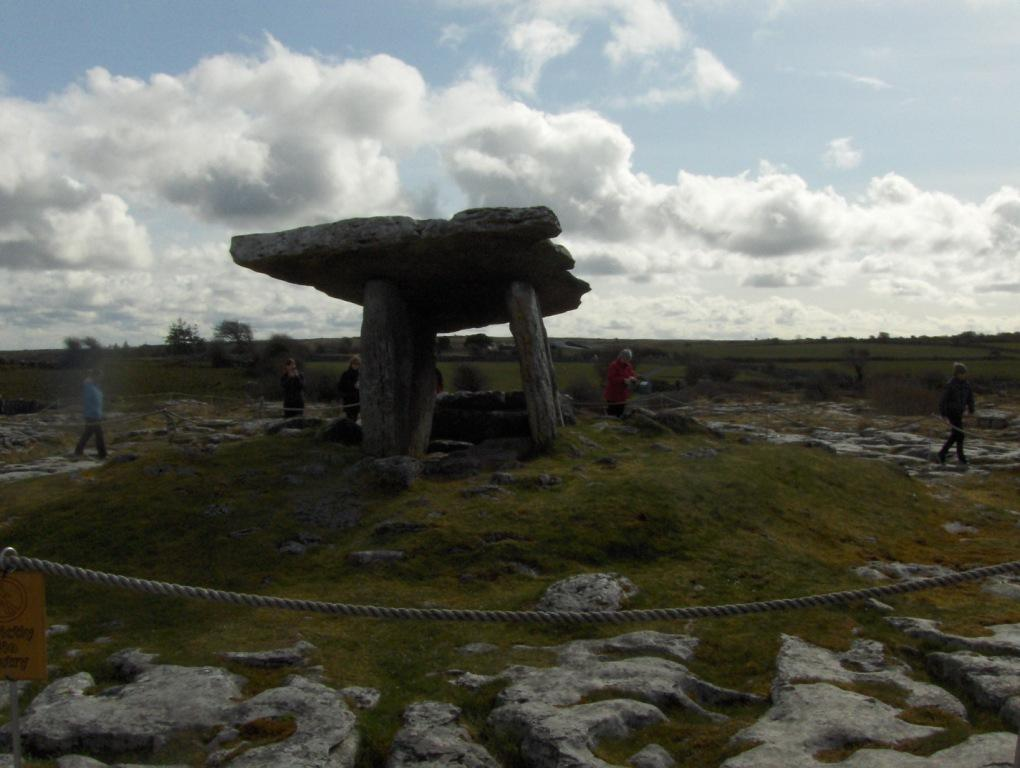
Al voltant, hi ha una corda que veda l'accés al dolmen
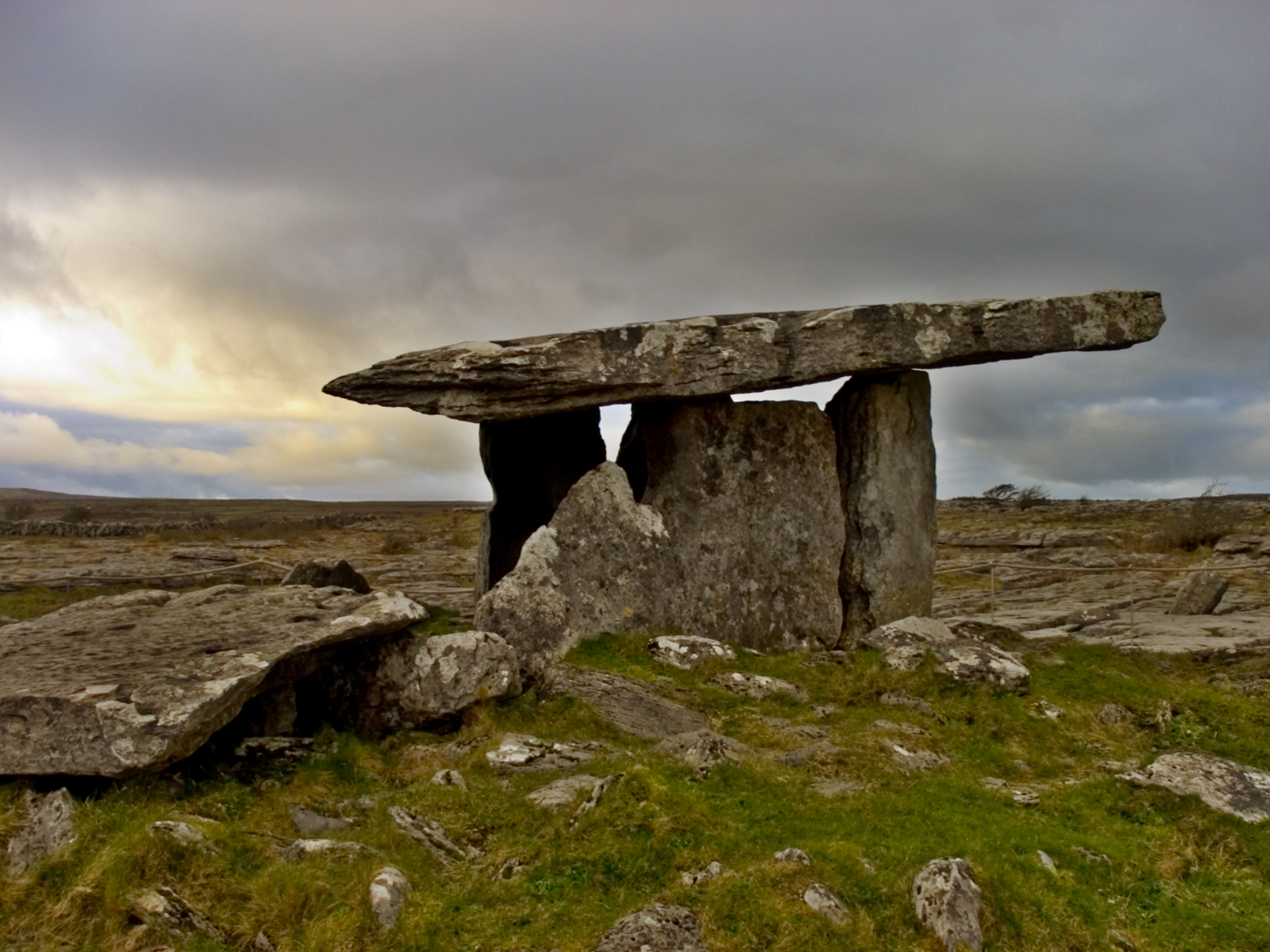
Poll na mBrón significa "forat de dolors"